# Marius-Léon Cladel
Marius-Léon Cladel fue un escultor y pintor francés, nacido en Sèvres el año 1883 y fallecido en el 1948. Fue hijo del escritor Léon Cladel ( 1834-1892).·

## Datos biográficos

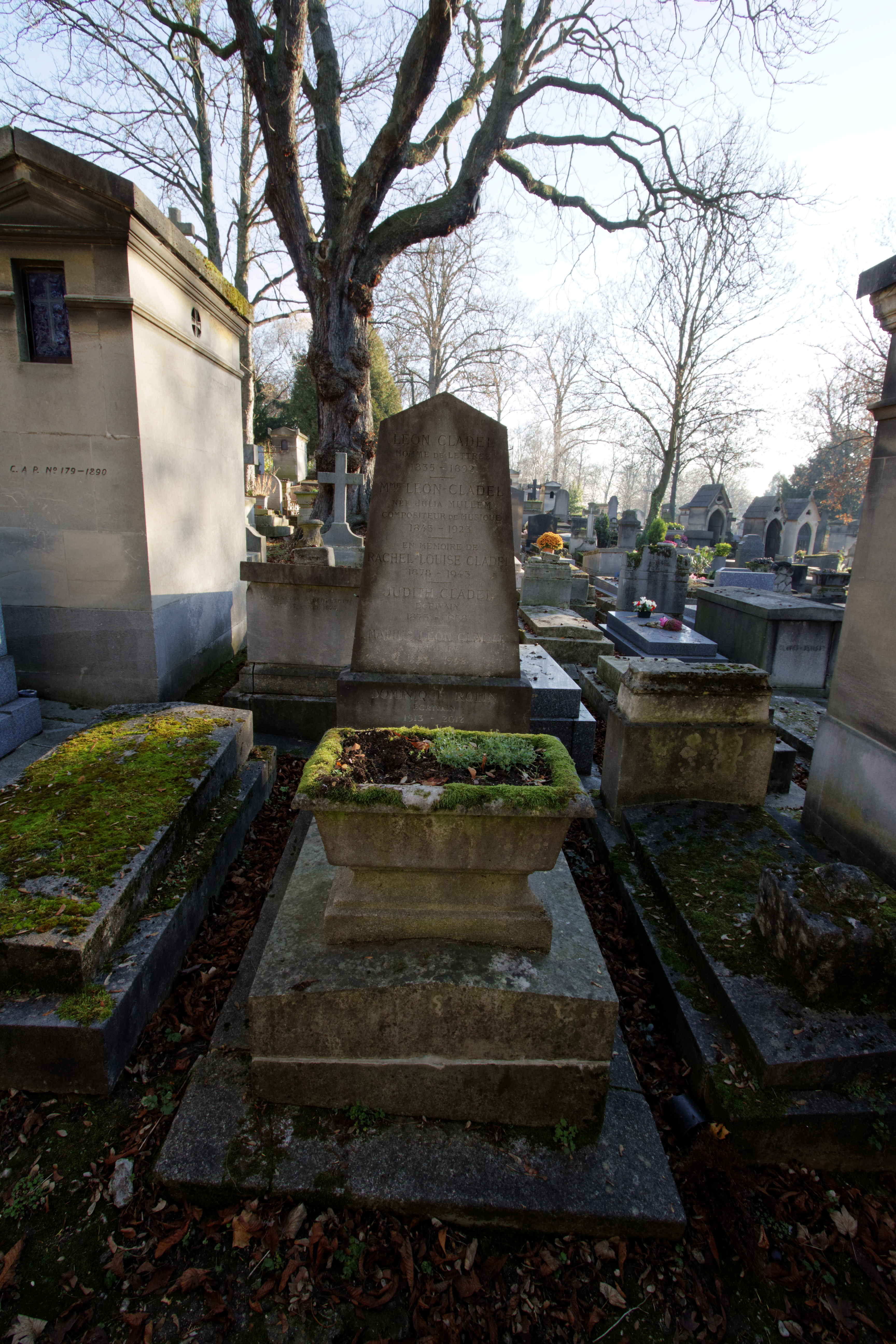
Cementerio del Père-Lachaise

Marius-Léon Cladel, nació en Sèvres el 15 de abril de 1883. Su padre fue el escritor Léon Cladel, que falleció cuando Marius-Léon tenía nueve años. Su hermana Judith había nacido 10 años antes que Marius y fue la autora de las biografías de su padre y la del escultor Rodin en 1937.
Su padre era amigo del escultor Antoine Bourdelle y posó para él durante la realización de un busto. Tras la muerte del padre, Marius se trasladó a París, donde fue alumno de Bourdelle.
Tras su formación artística fue miembro de la sociedad nacional de Bellas Artes y del Salón de Otoño de París. Entre las obras presentadas al Salón de los artistas franceses destaca el Monumento a Sully Prudhomme, poeta francés (1839-1907) de 1911; el busto del Nobel se levanta en una columna sobre una mujer cubierta por un velo; fue instalado en la Place Bellevue de Lyon.- 45°46′27″N 4°50′9″E / 45.77417, 4.83583
Hacia 1912 realizó la tumba del aviador André Frey (1886-1912) en el cementerio de Viroflay. Se trata de un monumento fúnebre, con bellos relieves fundidos en bronce.- 48°47′43″N 2°10′42″E / 48.79528, 2.17833
En 1914 fue el autor de una escultura colosal titulada la bailarina (la Danseuse), que fue instalada en la localidad de Vervins.
En 1919 realizó el busto del general Mangin, que en la actualidad forma parte de los fondos del Museo del muelle Branly. El mármol había sido presentado en el Salón de la Sociedad de las Bellas Artes.
Tras la Primera Guerra Mundial fue al autor de algunos Monumentos a los muertos, entre otros, los de Appilly y Origny-Sainte-Benoite.
En 1931 hizo el busto del general Bugeaud, que en la actualidad forma parte de los fondos del Museo del muelle Branly.
El 11 de septiembre de 1938 se inauguró en el parque del ayuntamiento de Noyon, el monumento del alcalde Ernest Noël (París, 1847-1930), autor de la reconstrucción de la villa y figura ejemplar durante la gran guerra. El busto esculpido es obra de Cladel.
Falleció en enero de 1948, a los 64 años.

## Obras
Una de las obras más célebres de Marius Léon Cladel es el monumento a los muertos de la localidad de Appilly durante la primera guerra mundial. Tiene la forma de un tríptico, con un bajorrelieve central conformado por una viuda y un huérfano; al costado de estos, un casco sobre una tumba. El monumento fue inaugurado el 6 de octubre de 1929 y es de piedra calcárea, con un coste de producción de 8250 francos. Su arquitecto fue Michel-Baron, habitante de París pero su escultor fue Leon-Marius Cladel. Este firmó la escultura, al contrario que el arquitecto.
También es el autor del monumento a los muertos de la localidad de Origny-Sainte-Benoite, en Aisne.
Anterior en el tiempo a estas dos, es la Bailarina de la localidad de Vervins. Basada en las esculturas de la antigüedad clásica griega, representa a una bailarina semidesnuda. El estilo academicista de éste escultor se evidencia en ésta pieza, que recuerda lejanamente a algunas figuras del friso del Partenón de Atenas. También se reproduce el naturalismo al gusto de la tercera república francesa. La obra realizada en 1914, fue entregada en depósito al ayuntamiento de Vervins el 12 de agosto de 1925. Fue instalada en una plaza del barrio de la Basse Suisse que, aunque la estatua ya no estaba allí, siguió llevando el nombre de place de la Danseuse. Fue instalada, desde inicios de la década de 1990 en el parque Sohier. Desde 2001, ha regresado a su emplazamiento original. -49°50′10″N 3°54′25″E / 49.83611, 3.90694
Otra obra representativa de Marius es el retrato que hizo de su padre, figura de cuerpo entero, sentado acompañado por su perro.